# چوکنیوما
چوکنیوما (به اسپانیایی: Chucñuma) یک کوه در پرو است که در منطقه تاکنا واقع شده‌است. چوکنیوما ۵٬۰۰۰ متر بالاتر از سطح دریا واقع شده‌است.